# 任福
任福（981年—1041年），字佑之，北宋軍事將領。
祖先是河東人，後徙居開封。宋真宗咸平年間，補衛士，由殿前諸班累遷至遙郡刺史。元昊反，除莫州刺史（階官，正任刺史，從五品）、岚石隰州缘边都巡检使（差遣）。既辞，奏曰：“河东地介大河，斥堠疏阔，愿严守备，以戒不虞。”仁宗善之，命知陇州，擢秦凤路馬步軍副部署。诏陕西增城垒、器械，福受命四十日，而战守之备皆具。以忻州团练使为鄜延路副部署、管勾延州东路蕃部事。寻知庆州，复兼环庆路副部署。上言：“庆州去蕃族不远，愿勒兵境上，按亭堡，谨斥堠。”因经度所过山川道路，以为缓急攻守之备。帝益善之，听便宜从事。
夏人寇保安、镇戎军，福与子怀亮、侄婿成暠自华池凤川镇声言巡边，召诸将牵制敌势。行至柔远砦，犒蕃部，即席部分诸将，攻白豹城。夜漏未尽，抵城下，四面合击。平明，破其城，纵兵大掠，焚巢穴，获牛马、橐驼七千有余，委聚方四十里，平骨咩等四十一族。以功拜龙神卫四厢都指挥使（禁軍軍職，從五品）、贺州防御使（階官，正任防禦使，從五品），改侍卫马军都虞候（禁軍軍職，從五品）。康定二年，夏人攻渭州，奉命率兵七千迎擊，夜行軍七十里，在白豹城（在今陕西吴旗南白豹乡）“焚其積聚而還”。
庆历元年二月，以任福為主將，桑懌為先鋒，耿傅为參軍事，朱观、武英、王珪为后，沿好水川（今名甜水河，在甘肃隆德东）西行，至六盤山下，遭夏兵突襲，宋軍死傷甚眾，桑懌等戰死。任福身中十餘箭，小校劉進勸他投降，任福大聲喊道：「吾為大將，兵敗，以死報國耳！」遂扼喉自尽。其子任怀亮亦戰死，全军覆没。唯朱观率千餘人逃回。韩琦上表自劾，罚知秦州（治今甘肃天水）。奏至，仁宗震悼，赠武胜军节度使兼侍中（使相：節度使兼侍中，從一品），赐第一区，月给其家钱三万，粟、麦四十斛。追封母为陇西郡太夫人，妻为琅琊郡夫人，录其子及从子凡六人為官。

## 延伸阅读
[在维基数据编辑]
 《宋史·卷325》，出自脱脱《宋史》